# Amapalea brasiliana
Amapalea brasiliana är en spindelart som beskrevs av Silva och Arno Antonio Lise 2006. Amapalea brasiliana ingår i släktet Amapalea och familjen Trechaleidae. Inga underarter finns listade i Catalogue of Life.